# Биски, Норберт
Норберт Биски (нем. Norbert Bisky, род. 1970, Лейпциг) — немецкий художник, один из важнейших представителей новой фигуративной живописи XXI века. Живёт и работает в Берлине.

## Биография
Норберт Биски родился в Лейпциге и вырос в бывшей Германской Демократической Республике в «очень коммунистической семье, которая действительно верила во всё это» (его отец Лотар Биски станет председателем ПДС и Левой партии).
С 1994 по 1999 годы учился в «Берлинской высшей школе искусств» (нем. Hochschule der Künste Berlin) на курсе Георга Базелица, а также в Летней Академии Зальцбурга на курсе Джима Дайна.
1995 год в рамках студенческого обмена провёл в Мадриде, где изучал творчество Франсиско Гойя, Франсиско де Сурбарана и Хосе де Рибера.
С 2008 по 2010 год был приглашённым профессором в Высшей школе искусства и дизайна в Женеве, с 2016 по 2018 годы — в Университете искусств в Брауншвейге. В 2015 году на три месяца поменялся студиями с Эрезом Израэли, художником из Тель-Авива.

## Творчество
Ранние работы Норберта Биски чаще всего описывают как созданные под сильным влиянием соцреализма, официального искусства ГДР. Сравнивая веру в коммунизм с религией, художник объединяет свои детские воспоминания с ослепительно яркими изображениями идеальных тел и нетронутой природы, живописуя «те самые образы рая» и «фальшивые обещания».
В последнее время в своих крупных по размеру картинах, для которых характерны изображения подростков, художник обращается к более мрачным темам. Личные потери, опыт соприкосновения с террором, поездка в Бразилию и сообщения в СМИ побудили художника обратиться к таким темам, как насилие, сексуальность и разрушение, переданные через изображения фигур чаще всего плывущих, падающих или кувыркающихся вопреки силе притяжения.
Эти падающие фигуры, прочно связанные в общественном сознании с образами, созданными СМИ, после террористических атак 11 сентября, отражают скоротечность молодости, потерю автономии, изоляцию и распад современной цивилизации.
Эстетическая суматоха, окружающая эти фигуры, перемежается через перекрёстное опыление с репликами из христианской идеологии, истории искусства, гей культуры, порнографии и апокалиптических видений. Благодаря этому, Биски передаёт на холсте общее впечатление нестабильности, отчётливо перекликающееся с современным положением дел.
В мае 2013 года Норберт Биски создал свою первую сценическую декорацию к пьесе «Masse» Берлинского государственного балета, премьера которой состоялась в легендарном берлинском ночном клубе «Бергхайн» (нем. Berghain), и стала темой для телевизионного документального фильма немецкого режиссёра Николь Граф.
С мая 2017 года крупноформатное живописное полотно «Головокружение» (англ. «Vertigo») представлено в главном холле «Бергхайна», как часть художественной концепции клуба, включающей также работы художников Вольфганга Тильманса и Джозефа Марра.
Картина «Шум» (нем. «Rauschen»), созданная Норбертом Биски к Всемирному дню свободы печати, была напечатана на первой полосе многих немецких газет в сотрудничестве с Федеральной ассоциацией немецких газетных издательств (нем. BDZV: Bundesverband Deutscher Zeitungsverleger) от 3его мая 2019 года.
Творчество Норберта Биски представляла берлинская галерея König Galerie до 2023 года. С марта 2025 года его представляет галерея Esther Schipper.

## Выставки
2024
- «Ludology», Galerie Templon, Нью-Йорк, США[25]

2023
- «Im Freien», Kunstverein Freunde Aktueller Kunst, Цвиккау, Германия[26]
- «Swing State», Navot Miller & Norbert Bisky, Weserhalle, Берлин, Германия[27]

2022
- «UTOPIANISTAS», Galerie Templon, Париж, Франция
- «Taumel», König Galerie, Берлин, Германия[28]
- «Kurpark», Cokkie Snoei Gallery, Роттердам, Нидерланды[29]
- «Walküren-Basislager», Staatsoper Stuttgart, Штутгарт, Германия[30]
- «Mirror Society», SCAD Museum of Art, Саванна, США[31]

2021
- «DISINFOTAINMENT», Кунстхалле G2, Лейпциг, Германия[32]

2020
- «Unrest», Fabienne Levy, Лозанна, Швейцария[33]
- «Metrocake», KÖNIG TOKIO, Токио, Япония[34]
- «Berlin Sunday», Le Confort Moderne, Пуатье, Франция[35]
- «Desmadre Berlin», Galerie Templon, Париж, Франция[36]

2019
- «RANT», Villa Schöningen, Потсдам, Германия[37] / «POMPA», St. Matthäus-Kirche, Берлин, Германия[38]
- «Tainted Love/Club Edit», Villa Arson, Ницца, Франция[39]

2018
- «Fernwärme», Museum Langmatt, Баден, Швейцария[40]
- «Hope and Hazard: A Comedy of Eros», куратор Эрик Фишль, Hall Art Foundation, Ридинг, США[41]
- «Boezemvriend» (with Grit Hachmeister), Cokkie Snoei Gallery, Роттердам, Нидерланды[42]

2017
- «Trilemma», König Galerie, Берлин, Германия[43]
- «Die Revolution ist tot. Lang lebe die Revolution!», Kunstmuseum Bern, Берн, Швейцария[44]
- «MISSING: Der Turm der blauen Pferde by Franz Marc — Contemporary artists in search of a lost masterpiece», Haus am Waldsee, Берлин, Германия[45]

2016
- «Dies Irae», Crone Wien, Вена, Австрия[46]
- «A FUGA», Galeria Baró, Сан-Паулу, Бразилия[47]
- «Elective Affinities — German Art Since The Late 1960s», Латвийский национальный художественный музей, Рига, Латвия[48]
- «Zeitgeist — Arte da Nova Berlim», Культурный центр Банка Бразилии, Рио-де-Жанейро, Бразилия[49]

2015
- «Hérésie», Galerie Daniel Templon, Брюссель, Бельгия[50]
- «Levinsky Street», Givon Art Gallery, Тель-Авив, Израиль[51]
- «Balagan», Bötzow Berlin, Берлин, Германия[52]
- «Black Bandits», Haus am Lützowplatz, Берлин, Германия[53]

2014
- «Zentrifuge», Kunsthalle Rostock, Росток, Германия
- «Works on Paper», Galerie Daniel Templon, Париж, Франция[50]
- «Riots», Galería Espacio Mínimo, Мадрид, Испания[54]
- «10», Бергхайн, Берлин, Германия
- «Utopie Picturale 2», Fonderie Kugler, Женева, Швейцария[55]

2013
- «Norbert Bisky: Special Report», MEWO Kunsthalle, Мемминген, Германия[56]
- «Paraisópolis», Galerie Crone, Берлин, Германия[57]

2012
- «Stampede», Leo Koenig Inc., Нью-Йорк, США[58]
- «I am a Berliner», Тель-Авивский музей изобразительных искусств, Тель-Авив, Израиль[59]
- «Laboratories of the Senses», MARTa Herford, Херфорд, Германия[60]

2011
- «A Retrospective. Ten Years Of Painting», Kunsthalle Marcel Duchamp, Кулли, Швейцария
- «Decompression», Galerie Daniel Templon, Париж, Франция

2010
- «befall», Galerie Crone, Берлин, Германия[61]
- «Maudit», Galerie Charlotte Moser, Женева, Швейцария

2009
- «Mandelkern», Kunstverein Dortmund, Дортмунд, Германия[62]
- «crossing jordaan», Cokkie Snoei, Роттердам и Амстердам, Нидерланды[63]
- «Nefasto Máximo», Galería Espacio Mínimo, Мадрид, Испания[64]
- «Norbert Bisky: Paintings», Хайфский художественный музей, Хайфа, Израиль[65]

2008
- «cloud cuckoo land», Gallery Mirchandani + Steinruecke, Мумбаи, Индия
- «privat», Galerie Crone, Берлин, Германия[66]
- «minimental», Cokkie Snoei Gallery, Роттердам, Нидерланды[67]

2007
- «Ich war’s nicht», Haus am Waldsee, Берлин, Германия[68]
- «What’s wrong with me», Leo Koenig Inc., Нью-Йорк, США[69]
- «Behind Innocence», Gallery Hyundai, Сеул, Южная Корея[70]

2006
- «Total Care», Contemporary Art Center, Вильнюс, Латва
- «es tut mir so leid», Galerie Michael Schultz, Берлин, Германия[71]

2005
- «Norbert Bisky», Studio d’Arte Cannaviello, Милан, Италия[72]
- «Déluge», Galerie Suzanne Tarasiève, Париж, Франция
- «Malerei», Künstlerhaus Bethanien, Берлин, Германия

2004
- «The Proud, the Few», Leo Koenig Inc., Нью-Йорк, США[73]
- «Abgesagt», Mannheimer Kunstverein, Мангейм, Германия
- «Opkomst en Verval», Cokkie Snoei Gallery, Роттердам, Нидерланды[74]

2003
- «Schlachteplatte», Galerie Michael Schultz, Берлин, Германия[75]

2002
- «Norbert Bisky», Museum Junge Kunst, Франкфурт-на-Одере, Германия

2001
- «Wir werden siegen», Galerie Michael Schultz, Берлин, Германия[76]
- «Almauftrieb», Kulturbrauerei Prenzlauer Berg, Берлин, Германия
- «Vorkämpfer», Chelsea Kunstraum, Кёльн, Германия

## Публичные коллекции
- Hall Art Foundation, США
- МоМА[77], Нью-Йорк
- Palm Springs Art Museum, Палм-Спрингс
- Национальный музей современного искусства, Квачхон, Южная Корея
- Израильский музей, Иерусалим[78]
- Fonds National d’Art Contemporain, Париж, Франция
- Берлинская галерея, Берлин, Германия
- Deutsche Bank Collection, Франкфурт-на-Майне, Германия
- Кунстхалле G2, Лейпциг, Германия
- Kunsthalle Rostock, Росток, Германия
- Музей изобразительных искусств, Лейпциг, Германия
- Brandenburgisches Landesmuseum für moderne Kunst, Франкфурт-на-Одере, Германия
- Музей Людвига, Кёльн, Германия
- Stiftung Kunstforum der Berliner Volksbank, Берлин, Германия
- Staatliche Kunsthalle Karlsruhe, Карлсруэ, Германия
- Staatsgalerie Stuttgart, Штутгарт, Германия
- Schloßmuseum Murnau, Мурнау-ам-Штаффельзе, Германия
- Ellipse Foundation, Лиссабон, Португалия
- The MER Collection, Сеговия, Испания